# 鈴木理香子
鈴木 理香子（すずき りかこ、1984年6月12日 - ）は、セント・フォース所属のフリーアナウンサー。

## 来歴
愛知県豊橋市出身。愛知県立時習館高等学校、立教大学社会学部を卒業。
2007年4月に青森朝日放送に入社。同局在籍時には地上デジタル放送推進大使を務めていた。2012年3月末付けで青森朝日放送を退社。
同年4月に地元である中京テレビへ移籍。2015年3月29日放送の『スポーツスタジアム晴』にて、番組降板と共に同局を退社すると発表し、3月31日付で退社。
2015年4月1日よりフリーアナウンサーとしてセント・フォースに所属し、活動拠点を東京へ移した。フジテレビ報道局が運営しているWeb専門のニュース専門チャンネルにて報道番組を担当する事も発表した。
2016年2月10日、ミス鈴木コンテストグランプリ受賞。
2017年12月より、日テレNEWS24キャスターに就任。
2019年5月1日、自身のブログで結婚した事を発表した。
2022年9月5日、第一子が誕生したとInstagramで報告。

## 人物
剣道初段、バトントワリング5級、フィギュアスケート3級の資格を持つ（青森朝日放送の公式サイトに掲載されていたアナウンサープロフィールに拠る）。

### エピソード
2010年1月10日放送の『パネルクイズ アタック25』女性アナウンサー大会に、後輩アナウンサーの坂本佳子（青森朝日放送アナウンサー）とペアを組んで出場した。
兄弟が多かったため奨学金を借りたが、2020年6月に14年間払ってきた奨学金の支払いが終わったことを明かしている。兄弟それぞれが大学に行き、両親は共働きだったが足りない部分がある学費だったので感謝しているという。鈴木以外はみんな男兄弟で、父がお米を購入する時は一俵だった。

## 出演番組

### 現在
CM

中京テレビハウジング

## 過去

### 青森朝日放送
- ABAニュース（平日昼・土日夕方担当）
- 朝だ!生です旅サラダ（朝日放送製作番組、青森県担当）
- スーパーJチャンネルABA（2008年4月 - 不明、気象情報担当 → キャスター）
- 週刊ことばマガジン（東日本放送製作番組、2008年4月 - 不明、青森県担当）
- 鈴ちゃんのりんりんラジオ（青森朝日放送運営のインターネットラジオ、2009年4月 - 2012年3月、パーソナリティ）
- ニジドキ!（2010年度、隔週）

### 中京テレビ
- NNNストレイトニュース 中京テレビローカルパート（2012年6月 - 2013年3月、「チュッキョ♥フィギュア」担当）
- PS（2012年7月 - 2013年2月、「教えて!芸能人の名古屋ごはん」担当）
- 幸せの黄色い仔犬（2012年4月 -2013年9月、スタジオレギュラー）
- キャッチ!（2012年4月 - 2015年3月23日、「鈴木リサーチ」担当 → スポーツコーナー担当）
- スポーツスタジアム晴（2013年4月 - 2015年3月29日、キャスター）
- PS三世（2013年4月‐2015年3月29日、ロケ進行）

### フジテレビ（ホウドウキョク）
- みんなのウラ（2015年4月 - 2016年9月30日)
- ホウドウキョクｘFLAG9（2016年10月 - 2017年3月）
- FLAG7（ホウドウキョク、水曜パートナー、2017年4月5日 - 2017年8月30日）

### NACK5
- NACK5 NEWS

### 日テレNEWS24
- Wake-Up News , Market News , Morning News（木曜・2019年3月までは水曜）
- Late Afternoon News , Evening News , Daily Planet（金曜・2019年3月までは木曜）
- Pre-dawn Update , Early Morning News（月曜深夜（火曜未明））